# Бенсон (Міннесота)
Бенсон (англ. Benson) — місто (англ. city) в США, в окрузі Свіфт штату Міннесота. Населення — 3480 осіб (2020).

## Географія
Бенсон розташований за координатами 45°18′53″ пн. ш. 95°36′26″ зх. д. / 45.31472° пн. ш. 95.60722° зх. д. (45.314855, -95.607117).  За даними Бюро перепису населення США в 2010 році місто мало площу 7,82 км², з яких 7,77 км² — суходіл та 0,06 км² — водойми.

### Клімат
| Клімат : Бенсон       | Клімат : Бенсон | Клімат : Бенсон | Клімат : Бенсон | Клімат : Бенсон | Клімат : Бенсон | Клімат : Бенсон | Клімат : Бенсон | Клімат : Бенсон | Клімат : Бенсон | Клімат : Бенсон | Клімат : Бенсон | Клімат : Бенсон | Клімат : Бенсон |
| Показник              | Січ.            | Лют.            | Бер.            | Квіт.           | Трав.           | Черв.           | Лип.            | Серп.           | Вер.            | Жовт.           | Лист.           | Груд.           | Рік             |
| Середній максимум, °C | −6,8            | −3,3            | 3,7             | 13,7            | 21,4            | 26,4            | 29,1            | 27,6            | 22,1            | 15,2            | 4,5             | −4,3            | 12,4            |
| Середній мінімум, °C  | −17,6           | −14,1           | −6,5            | 1,3             | 8,0             | 13,4            | 16,1            | 14,6            | 9,1             | 2,8             | −5,2            | −13,9           | 0,7             |
| --------------------- | --------------- | --------------- | --------------- | --------------- | --------------- | --------------- | --------------- | --------------- | --------------- | --------------- | --------------- | --------------- | --------------- |
| Джерело: Weatherbase  |                 |                 |                 |                 |                 |                 |                 |                 |                 |                 |                 |                 |                 |

## Демографія
Згідно з переписом 2010 року, у місті мешкало 3240 осіб у 1469 домогосподарствах у складі 828 родин. Густота населення становила 414 особи/км².  Було 1602 помешкання (205/км²).
Расовий склад населення:
| - 97,2 % — білих - 0,5 % — чорних або афроамериканців - 0,4 % — корінних американців - 0,2 % — азіатів - 0,1 % — вихідців з тихоокеанських островів |

До двох чи більше рас належало 1,0 %. Частка іспаномовних становила 2,6 % від усіх жителів.
За віковим діапазоном населення розподілялося таким чином: 21,9 % — особи молодші 18 років, 55,6 % — особи у віці 18—64 років, 22,5 % — особи у віці 65 років та старші. Медіана віку мешканця становила 43,6 року. На 100 осіб жіночої статі у місті припадало 91,6 чоловіків;  на 100 жінок у віці від 18 років та старших — 89,9 чоловіків також старших 18 років.
Середній дохід на одне домашнє господарство  становив 55 920 доларів США (медіана — 46 816), а середній дохід на одну сім'ю — 71 721 долар (медіана — 60 104). Медіана доходів становила 48 188 доларів для чоловіків та 32 154 долари для жінок. За межею бідності перебувало 16,7 % осіб, у тому числі 35,1 % дітей у віці до 18 років та 8,6 % осіб у віці 65 років та старших.
Цивільне працевлаштоване населення становило 1555 осіб. Основні галузі зайнятості: освіта, охорона здоров'я та соціальна допомога — 24,9 %, виробництво — 18,5 %, роздрібна торгівля — 12,0 %, транспорт — 6,4 %.